# St. Hubertus (Köln-Brück)
Die Kirche St. Hubertus im Kölner Stadtteil Brück ist eine römisch-katholische Kirche im Erzbistum Köln. Sie ist Teil des katholischen Pfarreienverbandes Brück-Merheim. Die dem Hl. Hubertus geweihte Kirche entstand 1930/31.

## Lage und Umgebung
Die Kirche ist im Kölner Stadtteil Brück zentral gelegen. In der Umgebung der Pfarrkirche befindet sich das Pfarrheim der Gemeinde und das Pfarrbüro. Zum Gebäudekomplex zählt außerdem ein katholischer Kindergarten und eine Bücherei. Gegenüber der Pfarrkirche ist das St. Vinzenzhaus, ein Alten- und Pflegeheim.

## Geschichte
Die Geschichte der Pfarrei St. Hubertus beginnt mit der Gründung einer Kapelle zu Ehren der Heiligen Gottesmutter im Jahr 1444, die 1708 durch eine Kapelle, die dem hl. Hubertus und Antonius geweiht war, ersetzt wurde. Ein weiterer Neubau der Kapelle, in dessen Zug die Kapelle von 1708 abgerissen wurde, entstand 1863 bis 1865. Die Gemeinde, die sich um die Kapelle gruppierte, wurde 1889 zur Pfarrei erhoben und aus der Pfarre Merheim ausgegliedert. Die bis dahin bestehende Kapelle wurde schnell den Anforderungen der Pfarrei nicht mehr gerecht und es begannen die Planungen für den Neubau einer Pfarrkirche.
Zu Beginn der 1930er Jahre, 1930/31, wurde die heutige Pfarrkirche nach den Plänen der Architekten Noven und Willach im modernen Stil erbaut. Dabei entstand eine Saalkirche aus verputztem Backstein mit Satteldach. An den rechteckigen Grundriss fügt sich im Süden ein rechteckig gestalteter Chor an, indem der Hochaltar positioniert wurde.
In umfangreichen Renovierungsarbeiten der frühen 1970er Jahre wurde die Orgel von der Empore im Norden in den Südchor an die Stelle des Hochaltars verlegt. Nach den Vorgaben des Zweiten Vatikanischen Konzils wurde der neue Zelebrationsaltar von Dieter Boers ins Mittelschiff der Kirche vorgezogen, mit einer halbhohen Mauer wurde der Altarbereich von der Orgel abgetrennt.
Im Zuge der Zusammenlegung von Pfarreien zu Pfarrverbänden im Erzbistum Köln wurden die Pfarreien St. Hubertus Brück und St. Gereon Merheim zum Pfarrverband Brück-Merheim vereinigt. Mit nur zwei Pfarreien zählt dieser Pfarrverband zu den kleineren des Erzbistums.

## Architektur und Ausstattung

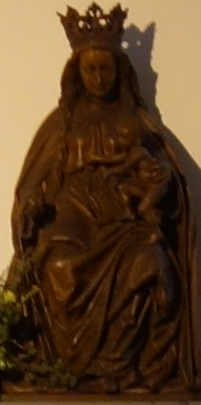
Madonnenstatue (15. Jahrhundert)

Im Inneren der Kirche sind zahlreiche farbige Fenster aus dem Jahr 1931 erhalten. Über dem Altar, von Dieter Boers aus den 1970er Jahren, hängt ein Kreuz aus Eichenholz mit einem bronzenen Korpus (der Korpus ist in kubischen Formen gehalten). Das Kruzifix wurde von Walter Prinz gestaltet. 
Schmuckstück der Kirche ist ebenfalls eine Statue der Mutter Gottes aus dem letzten Viertel des 15. Jahrhunderts.